# Onconida
Onconida is een geslacht van kreeftachtigen uit de klasse van de Malacostraca (hogere kreeftachtigen).

## Soorten
- Onconida alaini Baba & de Saint Laurent, 1996
- Onconida ariel Ahyong, Taylor & McCallum, 2013
- Onconida gemini Baba & de Saint Laurent, 1996
- Onconida modica Baba & de Saint Laurent, 1996
- Onconida prostrata Baba & de Saint Laurent, 1996
- Onconida tropis Baba & de Saint Laurent, 1996